# Stadhouder

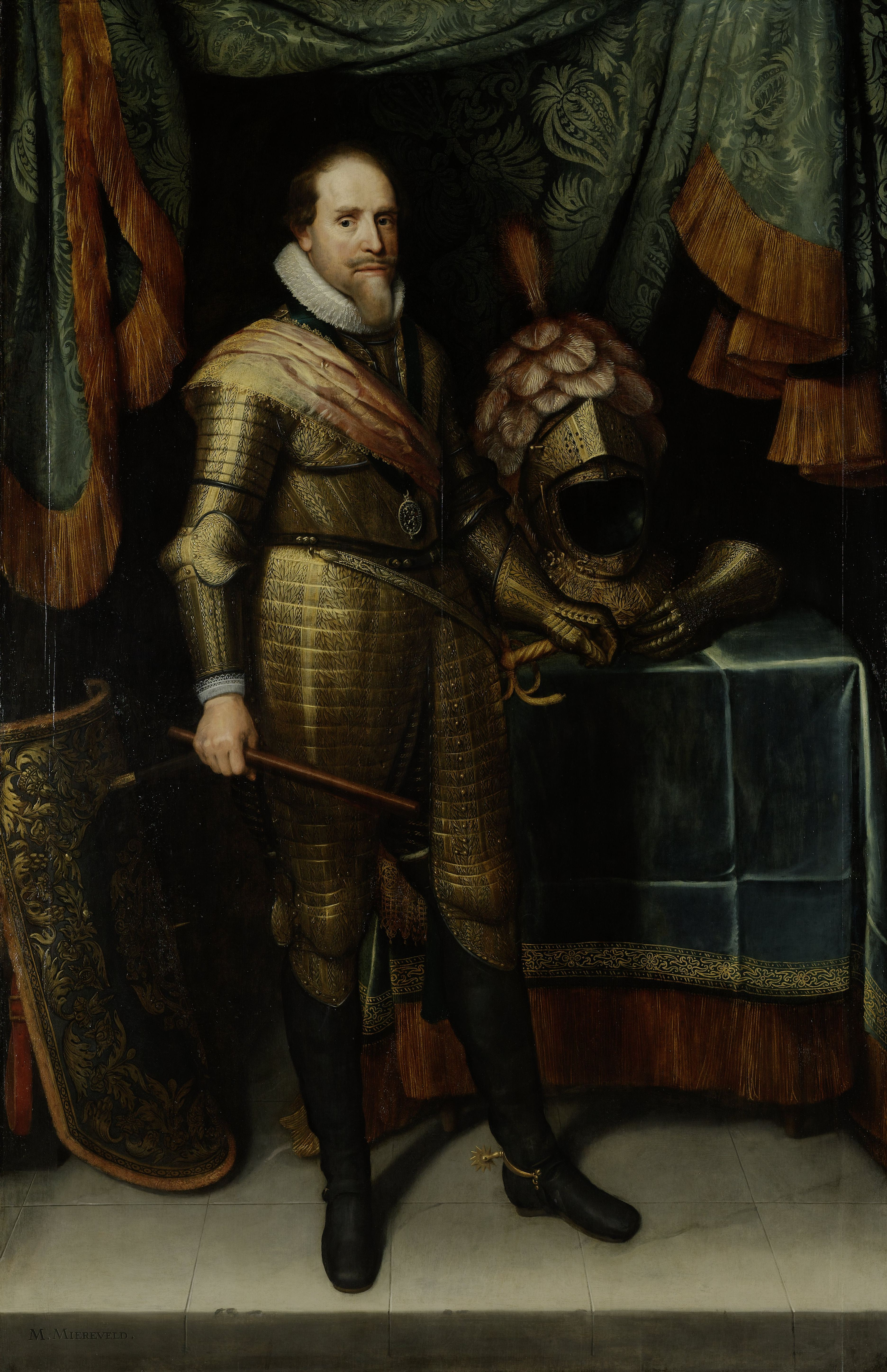
Maurits van Oranje (1567-1625) is een van de bekendste stadhouders in de Republiek der Zeven Verenigde Nederlanden.

Stadhouder was de titel van een van de belangrijkste functionarissen in de Republiek der Zeven Verenigde Nederlanden. De titel werd door de hertog van Bourgondië ingevoerd in de Bourgondische Nederlanden. Deze functie bestond vanaf het midden van de 15e eeuw, tot in 1747 er nog maar één stadhouder was, en de functie erfelijk verklaard werd. Sindsdien spreekt men wel van erfstadhouder. Bij de vorming van de Bataafse Republiek in 1795 kwam er een einde aan de functie van stadhouder.

## Etymologie
De titel komt oorspronkelijk van het Latijnse locum tenens (letterlijk: plaats houdend), waarschijnlijk via het Franse lieu-tenant en het Duitse Statthalter. Stadhouder of stedehouder betekent dus plaatsvervanger ('stede'). Dat is nog terug te zien in het Duitse statt en het Engelse stead in instead of, die beide plaats betekenen.

## Rol van de stadhouder
De stadhouder was oorspronkelijk een edelman die, namens de landsheer, in één of meerdere gewesten voor hem in de plaats trad en zijn gezag uitoefende. Dit kwam eerst alleen bij uitzonderingen voor, maar in de vijftiende eeuw verwierf het Bourgondische Huis steeds meer grondgebied en kreeg het wegens die uitbreiding behoefte aan een permanente plaatsvervanger. Stadhouders hadden verschillende functies; zij hadden bijvoorbeeld zitting in de Raad van State, konden de gewestelijke staten bijeenroepen en zaten het rechtscollege voor.
De hertog van Bourgondië Filips de Goede benoemde op 22 mei 1448 zijn raadsheer-kamerling Jan III van Lannoy tot stadhouder van de graafschappen Holland, Zeeland en Friesland. In de officiële akte wordt gesproken over "notre lieutenant en nosdiz pais, contez et seignouries de Hollande, Zellande et Frise". De functie van 'lieutenant' werd in Holland in de Nederdietse stukken vertaald als 'stedehouder'. Daarvoor werd gesproken over 'raad' of 'gouverneur'. Sinds 1452 werd het woord generael aan de functie toegevoegd als het stadhouderschap voor meerdere gewesten gold.
Vanaf de tweede helft van de 15e eeuw werd in ieder geval in Holland en Zeeland in de grafelijke rekeningen niet meer gesproken over de 'stadhouder van de vorst', maar over de 'stadhouder van een gewest'. In die laatste hoedanigheid werd bijvoorbeeld Joost van Lalaing aangesproken die daar in de periode 1480-1483 stadhouder was. In de steden werd die aanpassing al eerder doorgevoerd.
In de middeleeuwen was er nog geen sprake van een eenduidige taakomschrijving. Dat veranderde in de eerste helft van de 16e eeuw met keizer Karel V. Hij en landvoogdes Maria van Hongarije kwamen met een duidelijk omschreven takenpakket, vooral bedoeld om de invloed van de stadhouder te beperken.

## Stadhouders in de Nederlanden
Met het Plakkaat van Verlatinghe werd de landsheer in 1581 afgezworen. Dit heeft er destijds toe geleid dat de functie van stadhouder eigenlijk niet meer nodig was. Toch werd er besloten om hem in stand te houden. De reden hiervoor was dat men de belangrijkste aanvoerders van de opstand, onder wie Willem van Oranje, een hoofdfunctie in de uitvoerende macht wilde geven, maar zonder ze tot landsheer te laten uitgroeien. Willem van Oranje was overigens al in 1572 door de Staten van Holland eigenmachtig tot stadhouder van de provincie Holland benoemd.
De stadhouder was officieel een ambtenaar. De volledige macht, uitvoerend en wetgevend, bleef in handen van het bestuur van iedere provincie. In de praktijk trok de stadhouder echter grote persoonlijke macht naar zich toe. Op gewestelijk niveau droeg hij vaak de leden van de vroedschappen van steden voor en wist zo zijn eigen volgelingen in de meest fundamentele besluitvormende organen te benoemen. In Zeeland was hij de eerste edele en daarmee lid van de Staten van die provincie.
Willem van Oranje was stadhouder van Holland en Zeeland, en zijn zoon Maurits volgde hem op zijn achttiende verjaardag op als stadhouder van Holland en Zeeland. Maurits werd opgevolgd door zijn halfbroer Frederik Hendrik.
Op provinciaal- en vaak ook op generaliteitsniveau oefende de stadhouder de hoogste militaire functies uit: als kapitein-generaal van het leger en admiraal-generaal van de vloot. De stadhouders voeren nooit mee met de vloot, maar als admiraal-generaal waren ze wel opperbevelhebber. Officieren tot een bepaalde rang werden door hen benoemd.
In 1618 pleegde stadhouder Maurits van Oranje een militaire staatsgreep, de zogenaamde Wetsverzetting, en liet raadpensionaris Johan van Oldenbarnevelt executeren. In 1650 probeerde stadhouder Willem II van Oranje eveneens met geweld de macht te grijpen. Een gewapende aanval met het leger op Amsterdam mislukte echter.
Na zijn plotse dood in 1650 kende de Republiek der Zeven Verenigde Nederlanden het Eerste Stadhouderloze Tijdperk, met uitzondering van de gewesten die onder de Friese stadhouder vielen. Die duurde tot in 1672, toen in dat Rampjaar prinsgezinden de overhand kregen over staatsgezinden.
In 1702 overleed stadhouder Willem III van Oranje-Nassau kinderloos. Omdat er geen opvolger in directe lijn was, ging de Republiek (wederom met uitzondering van de gewesten die onder de Friese stadhouder vielen) het Tweede Stadhouderloze Tijdperk in. Daaraan kwam een einde toen, nadat een Franse militaire inval een politieke en militaire crisis veroorzaakt had, steeds meer gewesten de Friese stadhouder Willem Karel Hendrik Friso als de hunne benoemden.
Pas vanaf 1747 had de Republiek één stadhouder, Willem Karel Hendrik Friso oftewel Willem IV van Oranje-Nassau, die daarvoor van Leeuwarden naar 's-Gravenhage verhuisde. In 1747 werd het stadhouderschap erfelijk verklaard, zowel in de mannelijke als vrouwelijke lijn. Sinds die tijd sprak men meestal van de erfstadhouder in plaats van stadhouder. In feite verschilde de politieke situatie niet veel van een monarchie, hetgeen verzet opriep. Met de inval van Frankrijk in 1795 en de vorming van de Bataafse Republiek kwam er een einde aan het tijdperk der stadhouders.

## Luitenant-stadhouder
Soms werd er een luitenant-stadhouder aangesteld als plaatsvervanger van de stadhouder. Caspar de Robles is daar een voorbeeld van. Als kolonel van Waalse troepen bestreed hij vanaf 1569 de watergeuzen in het noorden. Op 26 juni 1572 werd hij luitenant-stadhouder van Friesland en Groningen onder Gilles van Berlaymont, die de overleden Karel van Brimeu was opgevolgd. Op 23 december 1573 werd De Robles stadhouder van Friesland en Groningen, kort daarna ook van Drenthe.

## Landvoogd
De functie van stadhouder-generaal ontwikkelde zich in de 16e eeuw tot die van landvoogd van de Nederlanden (Frans: gouverneur). Maria van Hongarije werd in 1530 de eerste (echte) landvoogdes voor rekening van haar broer, keizer Karel V. Naast de landvoogd bleef men gewestelijke stadhouders aanstellen.